# مقاطعة وايندوت (أوهايو)
مقاطعة وايندط (بالإنجليزية: Wyandot County)‏ هي إحدى مقاطعات ولاية أوهايو في الولايات المتحدة الأمريكية.